# 동양일보
동양일보는 지역 신문사이다.

## 연혁
- 1991년 10월 12일 동양일보 창사 공채 1기 교육 수료와 입사식, 업무 개시.
- 1991년 12월 29일 창간호(28면) 발행.